# Gerardo López
Gerardo López (1 de mayo de 1934 - 29 de junio de 2004) fue un músico y cantante argentino originario de la provincia de Salta que destacó en la ejecución y composición de música folklórica de Argentina, especialmente como fundador y primera voz de los conjuntos Los Fronterizos y Las Voces de Gerardo López. Gerardo López era identificado en ambos conjuntos por la peculiaridad regional de su voz, descripta como "bagualera", razón por la cual solía apodárselo "La voz de Los Fronterizos".
Gerardo López compuso varias canciones destacadas que integran el cancionero folklórico argentino como "El burrito cordobés" y "El indio muerto" (también llamada "Ha muerto el indio poeta").
López nació en la ciudad de Salta, pero se radicó en Unquillo, Córdoba, localidad con la que se lo identifica.

## Biografía
Gerardo López nació en El Barrial, departamento de San Carlos, en la provincia de Salta.
En 1953 fundó, junto a Carlos Barbarán y Emilio Solá, el conjunto Los Fronterizos, uno de los grupos más importantes de lo que se llamó el boom del folclore argentino. Poco después Solá sería reemplazado inicialmente por Cacho Valdez y este por Eduardo Madeo. Luego se integraría Juan Carlos Moreno, para formar el cuarteto y en 1956 César Isella, reemplazando a Barbarán.
Con Los Fronterizos, López tuvo actuaciones históricas, como el álbum Coronación del folclore (1963), junto a Ariel Ramírez y Eduardo Falú, y la Misa criolla (1964), de Ariel Ramírez y Félix Luna.
En 1977 Los Fronterizos tuvieron un conflicto interno que llevó a su separación y a un juicio por el nombre entre López y Moreno, que ganó este último. López formó entonces el grupo Las Voces de Gerardo López, con Yayo Quesada, Omar Jara y Rodolfo Escandell.
En 1999 Gerardo López volvió a tocar con Los Fronterizos (López, Madeo, Moreno, Isella) en un recital histórico realizado en el estadio Chateau Carreras de Córdoba, donde interpretaron la Misa criolla. Luego de la actuación, López y Yayo Quesada se mantuvieron en Los Fronterizos, grabando con esta composición el CD Nuevamente juntos, alternando sus presentaciones con Las Voces de Gerardo López.
López falleció en Córdoba el 29 de junio de 2004, a los 70 años víctima del cáncer. Fue sepultado en el cementerio de Unquillo, donde había vivido los últimos años de su vida. Su viuda Isabel Alvarado dijo en su funeral:

Excelente padre, excelente marido y mejor abuelo y mejor bisabuelo todavía. Ha sido lo más hermoso que le puede pasar a un ser humano estar al lado de Gerardo, no solamente como su familiar, sino conocerlo, tratarlo. Era muy humilde. Irradiaba mucho cariño y afecto.

## Filmografía
- El canto cuenta su historia (1976) Grupo "Los Fronterizos"
- Argentinísima II (1973) Grupo "Los Fronterizos"
- Bicho raro (1965) Grupo "Los Fronterizos"
- Cosquín, amor y folklore (1965) Grupo "Los Fronterizos"